# شهرستان ماریون (تنسی)
شهرستان ماریون، تنسی (به انگلیسی: Marion County, Tennessee) یک سکونتگاه مسکونی در ایالات متحده آمریکا است که در تنسی واقع شده‌است.

## خصوصیات
شهرستان ماریون ۱٬۳۲۷ کیلومترمربع مساحت دارد.